# Parandrexidae
Parandrexidae — вымершее семейство насекомых из отряда жесткокрылых.

## Описание
Это ископаемое семейство состояло из жуков средних размеров, длиной от 13,4 до 18,0 мм, связанное с генеративными органами деревьев из семейств Araucariaceae (араукариевые) и Cheirolepidaceae (хейролеписовые).

## Систематика
- †Семейство: Parandrexidae
  - †Род: Parandrexis Martynov, 1926 — средний и верхний юрский период
    - †Вид: Parandrexis parvula Martynov, 1926
    - †Вид: Parandrexis beipiaonensis (Hong, 1983)
    - †Вид: Parandrexis rotundicollis Kirejtshuk, 1994
    - †Вид: Parandrexis subtilis Kirejtshuk, 1994

  - †Род: Martynopsis Soriano, Kirejtshuk et Delclos, 2006 — нижний меловой период
    - †Вид: Martynopsis laticollis Soriano, Kirejtshuk et Delclos, 2006